# II. Mária portugál királynő
II. Mária (Rio de Janeiro, 1819. április 4. – Lisszabon, 1853. november 15.), teljes neve portugálul: Maria da Glória Joana Carlota Leopoldina Isidora da Cruz Francisca Xavier de Paula Micaela Gabriela Rafaela Luisa Gonzaga de Bragança, brazil császári hercegnő és portugál királyi hercegnő (infánsnő). 1826 és 1853 között Portugália és Algarbia (portugálul: Algarve) királynője, de 1828-tól 1834-ig nagybátyja és kijelölt férje bitorolta a trónt. Az utolsó portugál uralkodó a Bragança-házból. IV. Károly magyar király és osztrák császár dédanyja.

## Származása
I. Péter brazil császár, IV. Péter néven portugál király és Habsburg–Lotaringiai Mária Leopoldina főhercegnő, magyar és cseh királyi hercegnő leányaként I. Ferenc magyar király és osztrák császár unokája.
Édestestvérei:
- Mihály (1820-1820)
- János (1821–1822)
- Januária (1822–1901), aki Lajos aquilai herceghez (1824–1897), I. Ferenc nápoly–szicíliai király fiához ment feleségül.
- Paula Marianna (1823–1833).
- Franciska Karolina (1824–1898), aki Ferenc Ferdinánd Fülöp Lajos de Joinville herceghez (1818–1900), I. Lajos Fülöp francia király fiához ment feleségül.
- II. Péter brazil császár (1825–1891), aki Bourbon–Szicíliai Teréz nápoly–szicíliai királyi hercegnőt (1822–1889) vette feleségül, 4 gyermekük született.

Apjának második, Amália Auguszta leuchtenbergi hercegnővel, Joséphine francia császárné unokájával kötött házasságából Mária királynőnek egy féltestvére is született, a fiatalon elhunyt Mária Amália portugál infánsnő (1831–1853).
Apjának házasságon kívüli kapcsolatából még további öt gyermeke született.

## Élete
Rio de Janeiro-ban született 1819-ben, ahova a családja 1807-ben menekült, miután Napóleon császár elfoglalta Portugáliát. Kora gyerekkorát Brazíliában töltötte, és bár elsőszülött volt, mivel fiútestvérei is születtek, kevés esélye volt, hogy uralkodó válhat belőle.
Nagyapja, VI. János portugál és brazil király 1822-ben visszatért Portugáliába, és röviddel ezután apját, Péter régensherceget Brazília császárává kiáltották ki, és ezzel Brazília végleg elszakadt Portugáliától.
A helyzet akkor változott meg Mária számára, mikor nagyapja 1826-ban meghalt. A trónt legidősebb fia, Mária apja örökölte IV. Péter néven 1826. március 10-én, de ez bonyodalmakat okozott a két független ország kapcsolatában. Brazíliában tartottak attól, hogy Brazília frissen kivívott függetlensége veszélybe kerülhet, ezért Péter császár és király ígéretet tett, hogy hamarosan lemond a portugál trónról. Mivel ekkor csak egyetlen élő fia volt, az alig pár hónapos Péter herceg, és Portugáliában nem jelentett gondot egy női uralkodó trónra lépése, hiszen IV. Péter nagyanyja, I. Mária is Portugália uralkodója volt, és bár Brazília királynője címet is viselte néhány hónapig, a teljesen függetlenné vált Brazíliában nagyobb gondot jelentett volna egy női uralkodó elfogadása, mint Portugáliában. Ilyen megfontolásból Péter császár a legidősebb leányának szánta Portugáliát, míg fia örökli majd Brazíliát. IV. Péter öccsére is gondoltak, hogy elejét vegyék egy esetleges trónviszálynak, Mihály herceget férjéül jelölték Máriának, hasonlóan, ahogy I. József portugál király összeházasította leányát, a későbbi I. Mária portugál királynőt az öccsével, a későbbi III. Péterrel, és így a dinasztia egységét biztosította. A helyzet csak annyiban különbözött korábbitól, hogy Mária ekkor még kisgyermek, mindössze hétéves volt, és a két testvér politikai elgondolása gyökeresen különbözött egymástól.
IV. Péter portugál királyként a lemondása előtt még kibocsátott egy alkotmányos chartát 1826. április 29-én, és alig két hónapos uralkodás után, 1826. május 2-án Rio de Janeiróban lemondott a portugál trónról legidősebb leánya javára.

### Uralkodása
Apjának lemondása után, 7 éves korában lett Portugália királynője. 1826. július 31-én esküt tett a Chartára. Október 29-én Bécsben per procuram megtörtént a házassága nagybátyjával, Mihállyal, aki szintén esküt tett az Alkotmányos Chartára. Máriát ezen a szertartáson Vila Seca bárója képviselte. Mihály távollétében pedig a portugál régensséget Mária nagynénje, Izabella Mária hercegnő vette át Lisszabonban, még közvetlenül VI. János halála után.
Péter császár elhatározta, hogy a leányát Bécsben, anyai nagyapja, I. Ferenc osztrák császár udvarában taníttatta, és ezért Barbacena őrgrófjának gondjaira bízta, hogy kísérje el őt Ausztriába. Ezzel együtt megbízta hogy tárgyaljon második házasságának lebonyolításáról Amália Auguszta leuchtenbergi hercegnővel. Mária 1828. július 5-én hagyta el Rio de Janeiro-t, és szeptember 2-án érkezett meg a brit fennhatóságú Gibraltárba. Ekkor értesültek arról, hogy Mária jegyese abszolút uralkodóként királlyá kiáltatta ki magát még július 11-én, ezért Barbacena grófja hagyta meggyőzni magát arról, hogy Bécs helyett Londonba vigyék trónfosztott kis királynőt. Szeptember 5-én indultak tovább Angliába. Szeptember 24-én kötöttek ki Falmouthban, és október 6-án érkeztek meg Londonba.
II. Máriát ugyan királyi pompával fogadják, de semmilyen támogatásra nem talált a konzervatív tory kormány részéről, amelyet a liberalizmussal nem rokonszenvező Wellington hercege vezetett. A Napóleont legyőző miniszterelnök, aki kitüntette magát Portugália felszabadításában a portugál katonai érdemjeleit kitűzve jelent meg a kilencéves királynő előtt. Mária kifejezte reményét, hogy Anglia, ahogy megvédte a nagyapát, úgy megvédi az unokát is, de e kijelentés sem ösztönözte a herceget semmilyen kedvező állásfoglalásra, aki teljesen Mihály pártjára állt. Az angol konzervatívok teljes támogatásra leltek X. Károly francia király ultraroyalista politikájában, így ebben a politikai légkörben nem lehetett Mária trónra ültetésével számolni.
IV. György király, aki akkoriban éppen betegeskedett, csak december 24-én tudta fogadni Máriát a windsori kastélyban. Mária nevelését ekkor Palmela hercegnőjére bízták. Az angol kormány kitartott amellett, hogy tárgyalásokat folytassanak II. Mária királynő és Mihály házasságáról, de Barbacena őrgrófja vonakodott tárgyalásokba bocsátkozni e témában. Ehelyett csak Péter császár és Amália leuchtenbergi hercegnő házasságának tető alá hozásában működött közre, és a tárgyalások végeztével visszaindult a császár második feleségével Brazíliába, Máriát is hozva magával a kapott rendelkezéseknek megfelelően.
1829. augusztus 30-án indultak el Portsmouthból, és október 16-án érkeztek meg Rio de Janeiróba azzal a hírrel, hogy a liberálisok győztek a miguelista hajóraj felett a Vila da Praia-i támadásban 1829. augusztus 11-én. A következő év júliusában kitört a forradalom Franciaországban, amely megbuktatta X. Károlyt, és trónra ültette I. Lajos Fülöpöt. A liberálisok most fölénybe kerültek Franciaországban és Angliában is, ami kedvezőbb légkört biztosított a portugál liberálisok számára.
Pétert azonban a következő évben, 1831. április 7-én lemondatták a kiskorú fia, II. Péter javára, de így aktív és közvetlen szerepet vállalhatott a portugál belpolitikai helyzet megoldásában. Az excsászár hat nappal a lemondása után elutazott Európába a „Volage” nevű korvetten a császárnéval, Mária pedig a „Szajna” nevű briggen követte őket. A korvett a császári párral június 26-án érkezett meg Londonba, míg a brigg a királynővel csak július 11-én futott be Brest kikötőjébe. Brestből Mária Párizsba utazott, és ott érte jött az apja, aki Londonba vitte. Itt a Clarendon Hotelben szálltak meg.
Augusztus 6-án visszatértek Párizsba, ahol I. Lajos Fülöp szívélyesen fogadta őket. Ez a szívélyesség két okból táplálkozott: egyrészt I. Lajos Fülöp alkotmányos és liberális uralmából, másrészt abból, hogy Mihály kormánya figyelmen kívül hagyta a francia alattvalók mentességét, ezért a párizsi kormány egy hajórajt küldött Roussin tengernagy vezetésével, aki a legmegalázóbb feltételeket kényszerítette rá a miguelista kormányzatra. A királynőnek és mostohaanyjának a Meudon palotát jelölték ki lakhelyül. A leány oktatását a híres Félix Dupanloup atya, a későbbi orleans-i püspök gondjaira bízva Péter elutazott Belle-Isle-ről 1832. február 10-én egy, az Azori-szigetekre tartó expedícióval.
Porto ostroma után Terceira hercege 1833. július 24-én bevonult Lisszabonba, miután Péter Portóból Párizsba küldetett leányáért és feleségéért. Máriáék Párizsból Le Havre-ba utaztak, ahonnan szeptember 10-én áthajóztak Portsmouthba. Angliában ekkor már liberális whig kormány volt hatalmon, amely pártfogolta a portugál liberális ügyet, és Mária fényes fogadtatásban részesült. Szeptember 17-én Portsmouthban a „Soho” nevű gőzhajóra szállt, amelyet két másik gőzhajó és egy angol hadihajó kísért Lisszabonig, ahová szeptember 22-én érkezett meg, és a következő napon szállt partra. 25-én volt a hivatalos fogadása teljes pompában a Bemposta palotában.
A polgárháború elhúzódott még nyolc hónapig, amelyet az Évora-Monte-i Egyezmény zárt le 1834. május 26-án. Mihály június 1-jén szállt hajóra Genova úticéllal. A régensséget IV. Péter exkirály vette át, aki súlyos betegségben szenvedett. A parlament 1834. augusztus 15-én ült össze Lisszabonban. Szeptember 18-án a gyógyíthatatlan beteg régens exkirály mindkét házzal közölte, hogy egészségi állapota megakadályozza, hogy a közügyekkel tudjon foglalkozni. Néhány nappal ezután, szeptember 24-én, 18 nappal 36. születésnapja előtt meghalt.
Mária ekkor 15 éves volt. A király halála napján megalakuló kabinet Palmela hercege vezetésével elérte, hogy a parlament megszavazza a királynő nagykorúsítását, aki azonnal megkezdte az uralkodást régensség bevezetése nélkül. A ház Mihály exkirály kegydíjának kifizetését is jóváhagyta. 1834. december 1-jén a királynőt per procuram összeházasították az apja által kijelölt vőlegényével, mostohaanyja bátyjával, Ágost Leuchtenberg hercegével, akit Terceira hercege képviselt. A tényleges házasságot a lisszaboni székesegyházban tartották 1835. január 28-án. Az újdonsült férj azonban két hónap múlva, március 28-án váratlanul meghalt. Olyan hírek terjedtek el, hogy megmérgezték, és hogy ez a miniszterelnöknek állt érdekében, aki saját fiával akarja összeházasítani a királynőt, Anglia beleegyezésével.
Május 2-án Lisszabon lakossága a miniszterelnök ellen vonult ki. A tömeg a kormányfő palotáját kövekkel dobálta meg, és Saldanhát akarták miniszterelnöknek. Palmela május 27-én lemondott, és Saldanha alakíthatott kormányt. Az emberek, a civil társaságok mozgolódtak, és megkezdődött a társadalmi viszályok hosszú sorozata, amely mélyen megrázkódtatta az országot, és nyugtalanította a tapasztalatlan uralkodónőt. A miguelisták új erőre kaptak, és különböző gerillacsoportok jelentek meg az ország különböző pontjain. Az országban politikai bizonytalanság uralkodott, és a királynő trónja is folyamatosan veszélyben forgott. Az uralkodónőt kényszerítették, hogy ismerje el az 1822-es alkotmányt. 1836. szeptember 22-én a királynő sírva tett esküt az alkotmányra.

## Házasságai, gyermekei

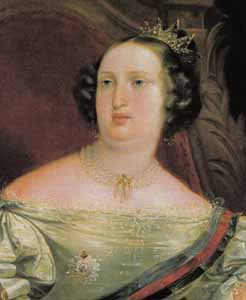
II. Mária portugál királynő

Először, 1835-ben Ágost leuchtenbergi herceghez, Eugène de Beauharnais és Auguszta Amália bajor királyi hercegnő legidősebb fiához ment nőül. Férje Joséphine francia császárné unokája volt. Ágost herceg azonban már két hónappal az esküvő után meghalt.
Mária egy évvel később Ferdinánd Szász-Coburg-Koháry herceg felesége lett, akitől 11 gyermeke született:
- Péter (Pedro) (1837–1861), V. Péter néven portugál király: (1853–1861), felesége Stefánia (1837–1859) Hohenzollern–Sigmaringen hercegnő, nem születtek gyermekei
- Lajos (Luís) (1838–1889), I. Lajos néven portugál király: (1861–1889), felesége, Savoyai Mária Pia (1847–1911) olasz királyi hercegnő, 2 fiú
- Mária (Maria) (1840–1840)
- János (João) (1842–1861), nem nősült meg
- Mária Anna (Maria Ana) (1843–1884), férje György (1832–1904) szász királyi herceg, 1873-tól trónörökös, I. György néven Szászország királya: (1902–1904), 8 gyermek, többek között:
  - Mária Jozefa szász királyi hercegnő (1867–1944), férje Habsburg–Lotaringiai Ottó Ferenc főherceg (1865–1906), 2 fiú, többek között:
    - IV. Károly magyar király (1887–1922)
- Antónia (Antónia) (1845–1913), férje Lipót (1835–1905) Hohenzollern–Sigmaringen hercege, 3 fiú, többek között:
  - I. Ferdinánd román király (1865–1927)
- Ferdinánd (Fernando) (1846–1861)
- Ágost (Augusto) (1847–1889), nem nősült meg
- Lipót (Leopoldo) (1849–1849)
- Mária (Maria) (1851–1851)
- Jenő (Eugénio) (1853–1853)

Utolsó gyermekének, Jenő hercegnek születésekor mind az anya, mind gyermeke meghalt.

## Külső hivatkozások
- Paul Theroff: The Online Gotha/Portugal – 2014. június 16.

| Előző uralkodó: IV. Katona Péter | Portugália királya 1826 – 1828 Bragança-ház | Következő uralkodó: I. Bitorló Mihály |

| Előző uralkodó: I. Bitorló Mihály | Portugália királya 1834 – 1853 Bragança-ház | Következő uralkodó: V. Reményteljes Péter |